# Igreja de São Pedro de Ferreira

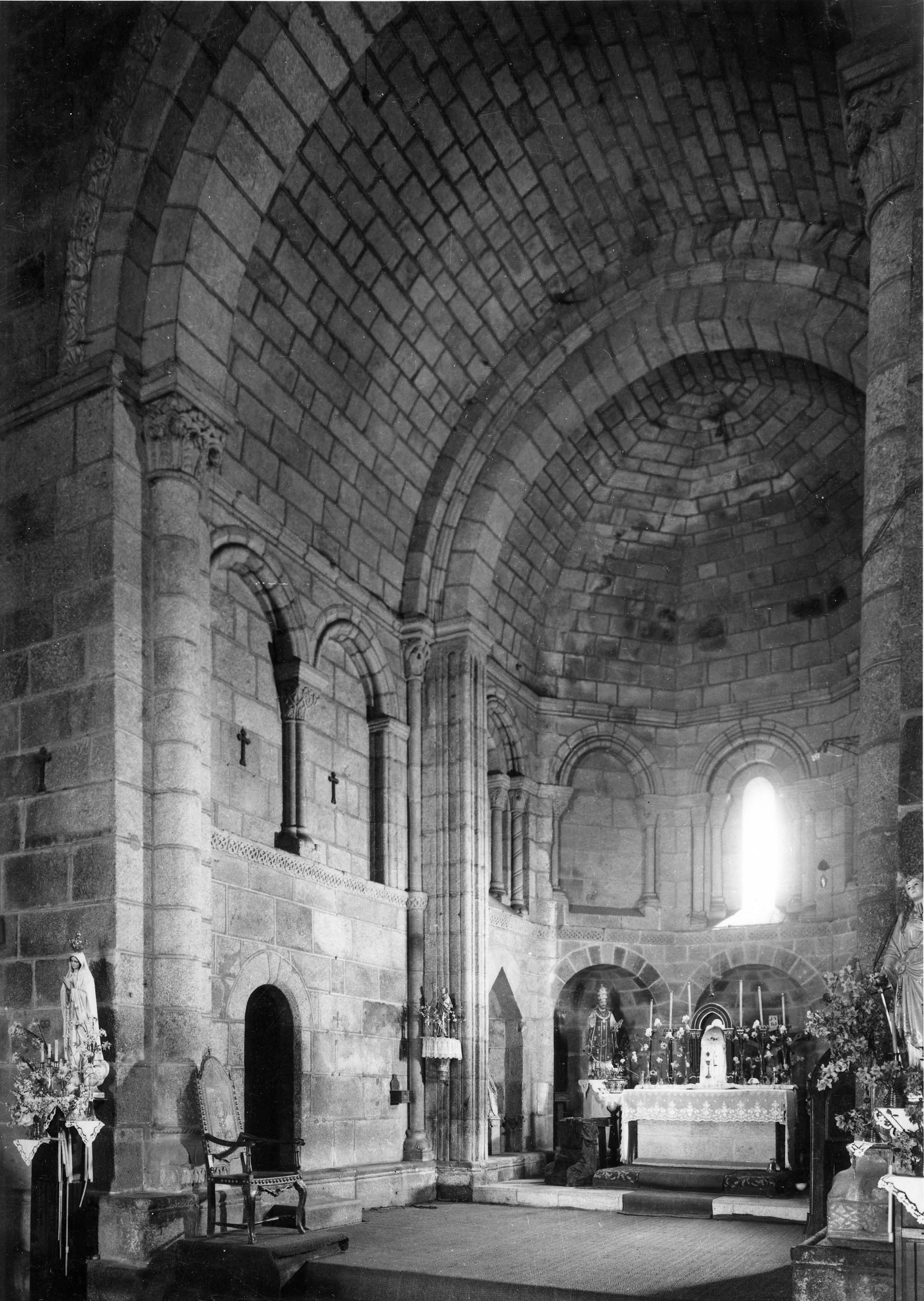
Capela-mor

A Igreja de São Pedro de Ferreira, também referida como Igreja de São Salvador ou Convento de São Pedro de Ferreira, foi um antigo convento de que subsiste a igreja localizada na freguesia de Ferreira, no Município de Paços de Ferreira, no Distrito do Porto, em Portugal.
O Mosteiro de Ferreira forte e seguro mostra a sua firmeza pela sua estrutura. Com uma forte influência, na Idade Média, no povoamento e desenvolvimento agrícola e cultural da região, a Igreja românica que chegou aos nossos dias é um testemunho impressionante da arquitectura do século XII. Nela se podem encontrar influências tão diversificadas como as da escola de Zamora, patentes no pórtico; da escola de Coimbra, visíveis nos capitéis e, ainda, de uma escola local, com paralelos a Unhão, na bela cantaria das duas portas laterais.
A Igreja de São Pedro de Ferreira está classificada como Monumento Nacional desde 1928. É um dos 21 monumentos que integram a Rota do Românico do Vale do Sousa.

## Descrição
A Igreja é de grande força e robustez, de uma só nave, com contrafortes adossados no exterior e interior. Possui um nartex exterior com campanário que, embora de época posterior, se articula harmoniosamente com a construção do séc. XII. O pórtico de entrada é de cinco arcos com colunas simples e capitéis profusamente trabalhados.
O interior, dá acesso a uma capela-mor que tem uma marca de influência galega, com forma poligonal e uma funda arcada em mitra e entrada com arco triunfal. A abóbada da capela-mor apresenta dois tramos muito nítidos nas suas formas e volumetria.
A pia baptismal existente na Igreja, de estilo manuelino e que ostenta as armas de D. Diogo de Sousa, merece também uma referência. Existe ainda no interior uma imagem gótica (séc. XVI) de São Pedro, Padroeiro do Mosteiro.